# داکا-۱۹
داکا-۱۹ (به لاتین: Dhaka-19) یک منطقهٔ مسکونی در بنگلادش است که در ناحیه داکا واقع شده‌است.